# 阿拉坦车格次苏木
阿拉坦车格次县是蒙古蒙古西部巴彦乌列盖省的一个苏木。东距省首府乌列盖约50公里。2012年人口2728人。主要人口为哈萨克人，占人口的76%，其次为蒙古-乌梁海人，占24%。位于科布多河河畔。县名“阿拉坦车格次”意为“金杯”。